# NHL (2013/2014)
Sezon NHL 2013/2014 – 96. sezon gry National Hockey League i 97. jej działalności. Pierwsze mecze sezonu odbyły się 1 października 2013 roku (trzy spotkania). Drugi sezon z rzędu nie odbyły się spotkania w Europie, również NHL All-Star Game nie odbył się w zamian zawodnicy ligi NHL uczestniczyli w turnieju olimpijskim w Soczi. Hokeiści wrócili na tafle w Ameryce 26 lutego. 1 stycznia odbył się NHL Winter Classic, który został przełożony z powodu lokautu. Dodatkowo odbyło się jeszcze pięć innych spotkań na otwartych stadionach w ramach NHL Stadium Series oraz Heritage Classic. Sezon zasadniczy zakończył się 13 kwietnia 2014 roku. Trzy dni później rozegrany został pierwszy mecz playoff. Faza play-off i ostatni mecz sezonu miał miejsce 13 czerwca 2014.
Po raz pierwszy od sezonu 1997/1998 rozgrywki ligowe odbyły się w czterech dywizjach, a nie jak dotychczas w sześciu. Spowodowane jest to reorganizacją ligi.

## Wydarzenia przedsezonowe

### NHL Entry Draft 2013
W dniach 30 czerwca 2013 roku w amerykańskim mieście Newark w stanie New Jersey w hali Prudential Center odbył się pięćdziesiąty pierwszy w historii draft, w którym drużyny NHL mogą wybrać zawodników, którzy urodzili się pomiędzy 1 stycznia 1993 a 15 września 1995 roku. Dzięki zwycięstwie w loterii draftu po raz pierwszy w historii pierwszy wybór draftu zdobył zespół Colorado Avalanche. Zespół z Denver wybrał Kanadyjczyka dotychczas grającego w juniorskiej drużynie Halifax Mooseheads na pozycji środkowego. Kolejne dwa miejsca zajęli: fiński środkowy Aleksandr Barkov wybrany przez Florida Panthers, który został wybrany pierwszym Europejczykiem tego draftu oraz kanadyjski lewoskrzydłowy Jonathan Drouin wybrany przez Tampa Bay Lightning.
Łącznie zostało wybranych 211 graczy z 11 państw: 100 z Kanady, 53 ze Stanów Zjednoczonych, 25 ze Szwecji, 11 z Finlandii, 8 z Rosji, ze Szwajcarii i Słowacji po czterech, trzech z Czech oraz po jednym z Danii, Norwegii, Szwajcarii oraz Łotwy.

### Zmiany przepisów
Przed rozpoczęciem sezonu postanowiono iż:
- Zmniejszone zostaną rozmiary bramek – bramki będą płytsze, przez to powierzchnia z tyłu bramki zmniejszy się o dziesięć centymetrów, dzięki czemu powierzchnia za bramką zwiększy się co powinno według ligi przełożyć się w pewnym stopniu na większą liczbę zdobywanych goli[6]
- Enforcerzy będą mogli uzyskać dodatkową karę – zawodnicy, którzy przed walką ściągną kask z głowy do standardowej kary pięciu minut w takiej sytuacji dostaną dodatkową karę dwóch minut[7]
- Bramkarze korzystać będą z krótszych parkanów – parkany zmniejsza swoją wysokość z 55 procent wysokości uda do 45 procent[8]

### Reorganizacja rozgrywek
Przeniesienie klubu Atlanta Thrashers do Winnipeg i zmiana nazwy na Jets w 2011 roku wymusiła na szefostwie ligi zmianę organizacji ligi. Reorganizacja miała na celu uszeregowanie drużyn pod względem geograficznym oraz zmniejszenie liczbyi meczów w różnych strefach czasowych. W ten sposób drużynę Jets przeniesiono do konferencji zachodniej, zaś w przeciwną stronę przeniesiono drużyny Detroit Red Wings oraz Columbus Blue Jackets.
Nowy system, który zatwierdzono w marcu 2013. W wyniku zmian przekształcono układ konferencji oraz zasady rozgrywek, które obowiązują od sezonu 2013/2014.
Wśród zmian znajduje się przydział awansu do fazy play-off do której awans uzyska teraz trzy najlepsze z każdej z dywizji oraz po dwie kolejne z obu konferencji z najlepszym wynikiem sezonu zasadniczego dla tych zespołów przydzielone zostaną dzikie karty.
W lipcu sprecyzowano wprowadzone zmiany – zgodnie z nimi nadal istnieją konferencje Wschodnia i Zachodnia. Zmniejszona została zaś liczba dywizji. W składzie obu konferencji są po dwie dywizje: Pacyficzna i Centralna (Zachód) oraz Metropolitalna i Atlantycka (Wschód). Dwie dywizje wschodnie skupiają po osiem klubów, a dwie dywizje zachodnie mają po siedem klubów.

## Sezon regularny
W związku z reorganizacją rozgrywek wprowadzono kilka zmian. Każda z drużyn będzie teraz grała ze wszystkimi zespołami. Terminarz rozgrywek spowodował, że 30 drużyn zagra na wszystkich trzydziestu lodowiskach co najmniej raz w sezonie. Każdy zespół zagra 50 (konferencja zachodnia) lub 54 (wschód) meczów z drużynami z tej samej konferencji. W tym sezonie nie odbędzie się NHL All-Star Game, zamiast meczu gwiazd od 9 do 26 lutego zawodnicy uczestniczyć będą w turnieju olimpijskim w Soczi.
Ceremonia rozpoczęcia sezonu podczas której kibicom zaprezentowany został Puchar Stanleya, zaś pod dachem podwieszono baner upamiętniający fakt zdobycia mistrzostwa przez Chicago Blackhawks odbyła się w hali United Center. Jednak to w Montrealu odbył się pierwszy mecz sezonu i to w tym meczu zawodnik Toronto Maple Leafs – James van Riemsdyk zdobył pierwszą bramkę sezonu.

### Mecze na stadionach
W tym sezonie po raz pierwszy na stadionach rozegranych zostanie więcej jak dwa spotkania podczas sezonu. W sumie rozegranych będzie sześć takich spotkań. Pierwsze z nich odbędzie się na Michigan Stadium 1 stycznia 2014 jako szósta edycja NHL Winter Classic, kolejne cztery odbędą się w ramach NHL Stadium Series. Ostatni mecz odbędzie się w ramach Heritage Classic na BC Place.
| Data             | Stadion                     | Gospodarze         | Goście              | Wynik  |
| ---------------- | --------------------------- | ------------------ | ------------------- | ------ |
| 1 stycznia 2014  | Michigan Stadium, Ann Arbor | Detroit Red Wings  | Toronto Maple Leafs | 2:3 k. |
| 25 stycznia 2014 | Dodger Stadium, Los Angeles | Los Angeles Kings  | Anaheim Ducks       | 0:3    |
| 26 stycznia 2014 | Yankee Stadium, Nowy Jork   | New Jersey Devils  | New York Rangers    | 3:7    |
| 29 stycznia 2014 | Yankee Stadium, Nowy Jork   | New York Islanders | New York Rangers    | 1:2    |
| 1 marca 2014     | Soldier Field, Chicago      | Chicago Blackhawks | Pittsburgh Penguins | 5:1    |
| 2 marca 2014     | BC Place, Vancouver         | Vancouver Canucks  | Ottawa Senators     | 2:4    |

### Tytuły indywidualne
Lista zawodników wyróżnionych przez ligę NHL:
| Miesiąc     | Pierwsza Gwiazda                            | Druga Gwiazda                               | Trzecia Gwiazda                             | Pierwszoroczniak                                                   |
| ----------- | ------------------------------------------- | ------------------------------------------- | ------------------------------------------- | ------------------------------------------------------------------ |
| Październik | Alexander Steen (St. Louis Blues)           | Sidney Crosby (Pittsburgh Penguins)         | Antti Niemi (San Jose Sharks)               | Tomáš Hertl (San Jose Sharks)                                      |
| Listopad    | Patrick Kane (Chicago Blackhawks)           | Jewgienij Małkin (Pittsburgh Penguins)      | Josh Harding (Minnesota Wild)               | Marek Mazanec (Nashville Predators)                                |
| Grudzień    | Patrick Kane (Chicago Blackhawks)           | Sidney Crosby (Pittsburgh Penguins)         | Jonas Hiller (Anaheim Ducks)                | Martin Jones (Los Angeles Kings) Antti Raanta (Chicago Blackhawks) |
| Styczeń     | Anton Chudobin (Carolina Hurricanes)        | Phil Kessel (Toronto Maple Leafs)           | Joe Pavelski (San Jose Sharks)              | Ondřej Palát (Tampa Bay Lightning)                                 |
| Luty        | Nie ogłoszono z powodu przerwy olimpijskiej | Nie ogłoszono z powodu przerwy olimpijskiej | Nie ogłoszono z powodu przerwy olimpijskiej | Nie ogłoszono z powodu przerwy olimpijskiej                        |
| Marzec      | Jarome Iginla (Boston Bruins)               | Gustav Nyquist (Detroit Red Wings)          | Claude Giroux (Philadelphia Flyers)         | Ondřej Palát (Tampa Bay Lightning)                                 |

Zwycięzcą sezonu zasadniczego została drużyna Boston Bruins, kończąc go z dorobkiem 117 punktów. Jest to trzeci najlepszy rezultat tej drużyny w historii i pierwszy tryumf w sezonie zasadniczym od sezonu 1989/1990. Najskuteczniejszym zawodnikiem został Sidney Crosby, który jako jedyny zdobył ponad 100 punktów (104), będąc również najczęściej asystującym przy bramkach kolegów z drużyny. Królem strzelców oraz zdobywcą Maurice Richard Trophy po raz czwarty, a drugi z rzędu został Aleksandr Owieczkin.

### Tabela
| Konferencja Wschodnia  |                       |    |    |    |    |         |     |     |
| Dywizja Atlantycka     |                       |    |    |    |    |         |     |     |
| Lp.                    | Drużyna               | M  | Z  | P  | PK | Bramki  | +/− | Pkt |
| 1.                     | Boston Bruins         | 82 | 54 | 19 | 9  | 261-177 | +84 | 117 |
| 2.                     | Tampa Bay Lightning   | 82 | 46 | 27 | 9  | 240-215 | +25 | 101 |
| 3.                     | Montreal Canadiens    | 82 | 46 | 28 | 8  | 215-204 | +11 | 100 |
| 4.                     | Detroit Red Wings     | 82 | 39 | 28 | 15 | 222-230 | -8  | 93  |
| 5.                     | Ottawa Senators       | 82 | 37 | 31 | 14 | 236-265 | -29 | 88  |
| 6.                     | Toronto Maple Leafs   | 82 | 38 | 36 | 8  | 231-256 | -25 | 84  |
| 7.                     | Florida Panthers      | 82 | 29 | 45 | 8  | 196-268 | -72 | 66  |
| 8.                     | Buffalo Sabres        | 82 | 21 | 51 | 10 | 157-248 | -91 | 52  |
| Dywizja Metropolitalna |                       |    |    |    |    |         |     |     |
| Lp.                    | Drużyna               | M  | Z  | P  | PK | Bramki  | +/− | Pkt |
| 1.                     | Pittsburgh Penguins   | 82 | 51 | 24 | 7  | 249-207 | +42 | 109 |
| 2.                     | New York Rangers      | 82 | 45 | 31 | 6  | 218-193 | +25 | 96  |
| 3.                     | Philadelphia Flyers   | 82 | 42 | 30 | 10 | 236-235 | +1  | 94  |
| 4.                     | Columbus Blue Jackets | 82 | 43 | 32 | 7  | 231-216 | +15 | 93  |
| 5.                     | Washington Capitals   | 82 | 38 | 30 | 14 | 235-240 | -5  | 90  |
| 6.                     | New Jersey Devils     | 82 | 35 | 29 | 18 | 197-208 | -11 | 88  |
| 7.                     | Carolina Hurricanes   | 82 | 36 | 35 | 11 | 207-230 | -23 | 83  |
| 8.                     | New York Islanders    | 82 | 34 | 37 | 11 | 225-267 | -42 | 79  |

| Konferencja Zachodnia |                     |    |    |    |    |         |     |     |
| Dywizja Centralna     |                     |    |    |    |    |         |     |     |
| Lp.                   | Drużyna             | M  | Z  | P  | PK | Bramki  | +/− | Pkt |
| 1.                    | Colorado Avalanche  | 82 | 52 | 22 | 8  | 250-220 | +30 | 112 |
| 2.                    | St. Louis Blues     | 82 | 52 | 23 | 7  | 248-191 | +57 | 111 |
| 3.                    | Chicago Blackhawks  | 82 | 46 | 21 | 15 | 267-220 | +47 | 107 |
| 4.                    | Minnesota Wild      | 82 | 43 | 27 | 12 | 207-206 | +1  | 98  |
| 5.                    | Dallas Stars        | 82 | 40 | 31 | 11 | 235-228 | +7  | 91  |
| 6.                    | Nashville Predators | 82 | 38 | 32 | 12 | 216-242 | -26 | 88  |
| 7.                    | Winnipeg Jets       | 82 | 37 | 35 | 10 | 227-237 | -10 | 84  |
| x.                    |                     |    |    |    |    |         |     |     |
| Dywizja Pacyfiku      |                     |    |    |    |    |         |     |     |
| Lp.                   | Drużyna             | M  | Z  | P  | PK | Bramki  | +/− | Pkt |
| 1.                    | Anaheim Ducks       | 82 | 54 | 20 | 8  | 266-209 | +57 | 116 |
| 2.                    | San Jose Sharks     | 82 | 51 | 22 | 9  | 249-200 | +49 | 111 |
| 3.                    | Los Angeles Kings   | 82 | 46 | 28 | 8  | 206-174 | +32 | 100 |
| 4.                    | Phoenix Coyotes     | 82 | 37 | 30 | 15 | 216-231 | -15 | 89  |
| 5.                    | Vancouver Canucks   | 82 | 36 | 35 | 11 | 196-223 | -27 | 83  |
| 6.                    | Calgary Flames      | 82 | 35 | 40 | 7  | 209-241 | -32 | 77  |
| 7.                    | Edmonton Oilers     | 82 | 29 | 44 | 9  | 203-270 | -67 | 67  |
| x.                    |                     |    |    |    |    |         |     |     |

Legenda:     = mistrz dywizji,     = awans do playoff,     = awans do playoff jako dzika karta

### Statystyki
Zawodnicy z pola

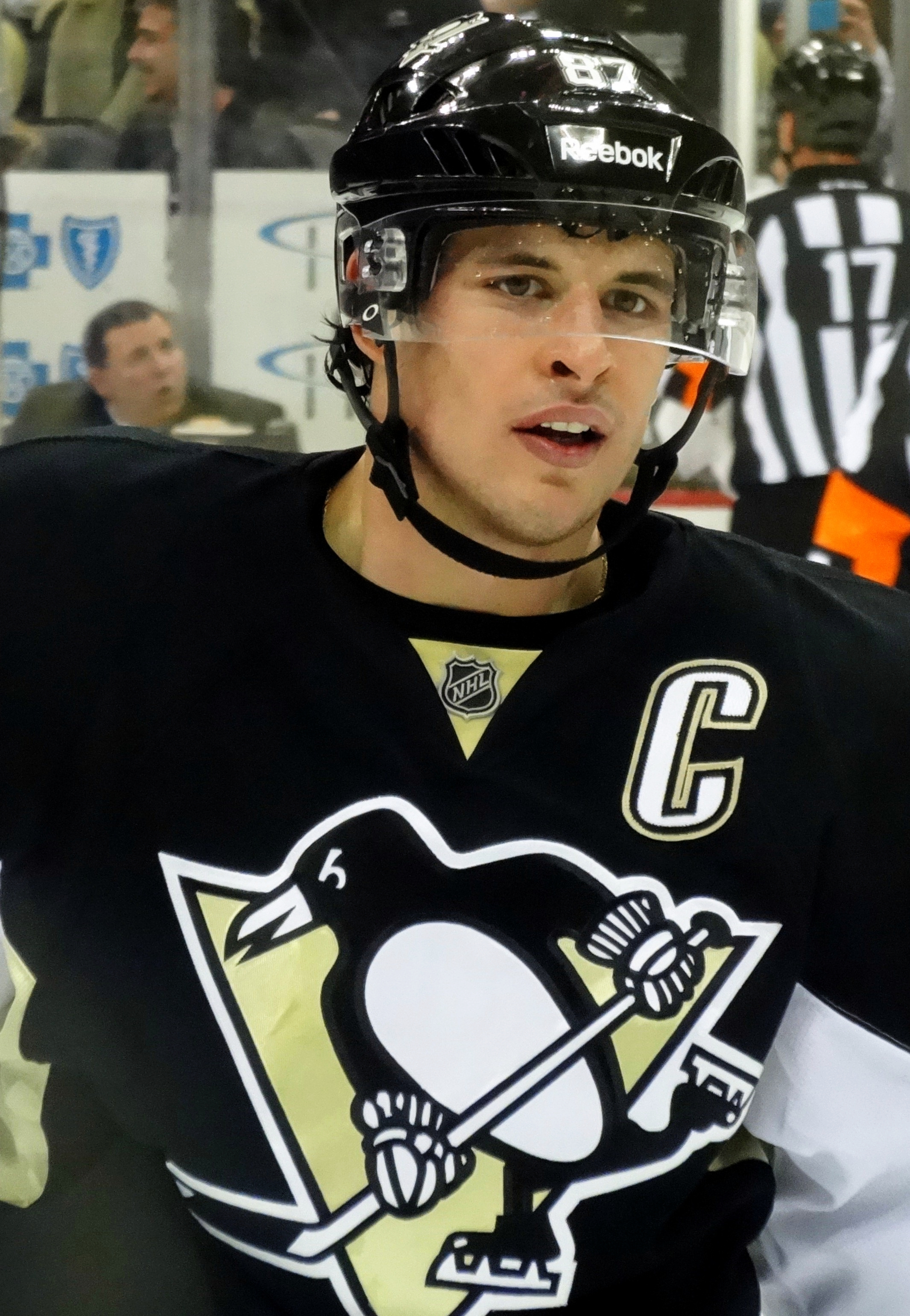
Sidney Crosby, najskuteczniejszy zawodnik sezonu zasadniczego oraz zdobywca Art Ross Trophy.

Z dorobkiem 104 punktów Kanadyjczyk Sidney Crosby otwiera listę najskuteczniejszych zawodników sezonu zasadniczego w NHL. Crosby był również najczęściej asystującym zawodnikiem (68 asyst). Najlepszym strzelcem był Rosjanin Aleksandr Owieczkin z 51 trafieniami. W klasyfikacji plus minus najlepszym został Czech David Krejčí, który uzyskał bilans +39. Najsłabszym zawodnikiem tej klasyfikacji został Alexander Edler, który uzyskał -39. Najczęściej bramek w grach w przewadze zdobył Owieczkin, który 24 razy pokonywał bramkarzy w liczebnej przewadze. Rosjanin najczęściej ze wszystkich zawodników ligi oddawał strzał na bramkę, czynił to 386 razy. Najwięcej minut na ławce kar przebywał Tom Sestito, który 213 minut spędził w tym miejscu. Szwed Erik Karlsson był najskuteczniejszym obrońcą z dorobkiem 78 punktów
| Zawodnik            | Drużyna             | M  | G  | A  | Pkt | +/− | MIN |
| ------------------- | ------------------- | -- | -- | -- | --- | --- | --- |
| Sidney Crosby       | Pittsburgh Penguins | 80 | 36 | 68 | 104 | +18 | 46  |
| Ryan Getzlaf        | Anaheim Ducks       | 77 | 31 | 56 | 87  | +28 | 31  |
| Claude Giroux       | Philadelphia Flyers | 82 | 28 | 58 | 86  | +7  | 46  |
| Tyler Seguin        | Dallas Stars        | 80 | 37 | 47 | 84  | +16 | 18  |
| Corey Perry         | Anaheim Ducks       | 81 | 43 | 39 | 82  | +32 | 65  |
| Phil Kessel         | Toronto Maple Leafs | 82 | 37 | 43 | 80  | –5  | 27  |
| Taylor Hall         | Edmonton Oilers     | 75 | 27 | 53 | 80  | –15 | 44  |
| Aleksandr Owieczkin | Washington Capitals | 78 | 51 | 28 | 79  | −35 | 48  |
| Joe Pavelski        | San Jose Sharks     | 82 | 41 | 38 | 79  | +23 | 32  |
| Jamie Benn          | Dallas Stars        | 81 | 34 | 45 | 79  | +21 | 64  |

Bramkarze

97 bramkarzy wystąpiło w co najmniej jednym spotkaniu sezonu zasadniczego. Najwięcej meczów rozegrał Fin Kari Lehtonen, który w bramce Dallas Stars rozegrał 65 spotkań podczas których na lodzie przebywał prawie 3804 minut. Najwięcej zwycięstw odniósł Rosjanin Siemion Warłamow, który 41 razy zjeżdżał z lodu jako zwycięzca. W momencie gdy Rosjanin bronił bramki przeciwnicy oddali największa liczbę strzałów (2013), wyprzedzając drugiego w tej klasyfikacji Lehtonena o 125 strzałów. Z bramkarzy, którzy na lodzie spędzili co najmniej 1800 minut, najlepszy współczynnik GAA miał Cory Schneider (1.97). Fin Tuukka Rask zdobył najlepszy rezultat w klasyfikacji procentowej obrony strzałów uzyskując 93% skuteczności. Fin 7-krotnie utrzymał czyste konto, uzyskując w tej klasyfikacji najlepszy rezultat.

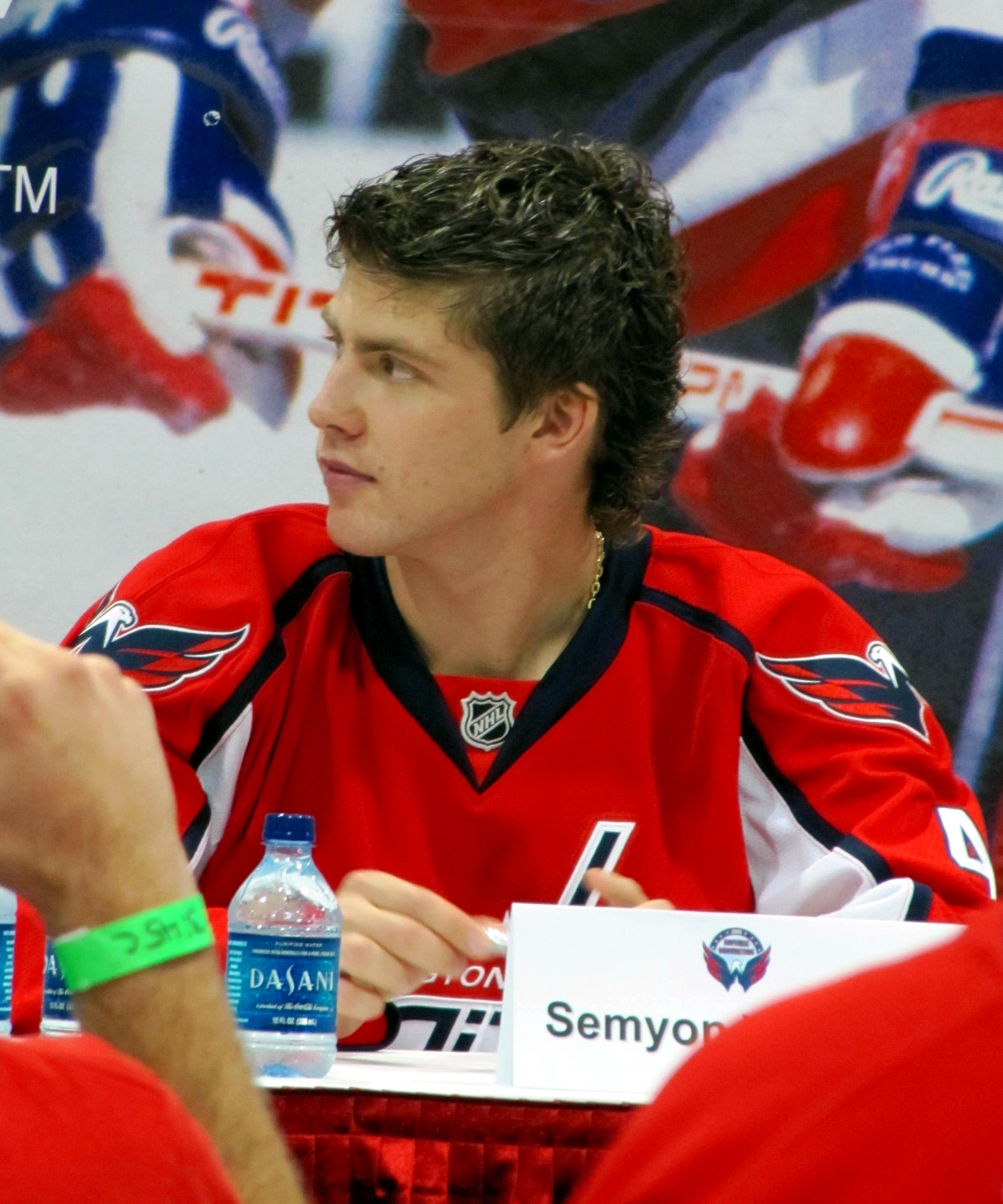
Siemion Warłamow odniósł najwięcej zwycięstw w sezonie zasadniczym.

| Zawodnik          | Drużyna              | M  | MIN     | W  | GA  | SO | SV%  | GAA  |
| ----------------- | -------------------- | -- | ------- | -- | --- | -- | ---- | ---- |
| Cory Schneider    | New Jersey Devils    | 45 | 2679:54 | 16 | 88  | 3  | .921 | 1.97 |
| Tuukka Rask       | Boston Bruins        | 58 | 3386:27 | 36 | 115 | 7  | .930 | 2.04 |
| Jonathan Quick    | Los Angeles Kings    | 49 | 2904:26 | 27 | 100 | 6  | .915 | 2.07 |
| Ben Bishop        | Tampa Bay Lightning  | 63 | 3586:21 | 37 | 133 | 5  | .924 | 2.23 |
| Jaroslav Halák    | St. Louis/Washington | 52 | 2938:35 | 29 | 110 | 5  | .921 | 2.25 |
| Corey Crawford    | Chicago Blackhawks   | 59 | 3395:01 | 32 | 128 | 2  | .917 | 2.26 |
| Anton Chudobin    | Carolina Hurricanes  | 36 | 2084:18 | 19 | 80  | 1  | .926 | 2.30 |
| Carey Price       | Montreal Canadiens   | 59 | 3464:22 | 34 | 134 | 6  | .927 | 2.32 |
| Henrik Lundqvist  | New York Rangers     | 63 | 3655:19 | 33 | 144 | 5  | .920 | 2.36 |
| Marc-André Fleury | Pittsburgh Penguins  | 64 | 3792:24 | 39 | 150 | 5  | .915 | 2.37 |

## Play-off
NHL w związku z relokacją drużyn i zmianą podziału konferencji wprowadziła nowe zasady co to uczestników fazy play-off. Z każdej dywizji do rozgrywek posezonowych awansowały 3 zespoły, dając w sumie 12 zespołów. Koleje 4 zespoły to tzw. dzikie karty, czyli drużyny które w sezonie zasadniczym zdobyły największy dorobek punktowy z drużyn, które nie znalazły się w pierwszej trójce dywizji.
NHL wprowadziło także nową formułę dotyczącą rozgrywania kolejnych rund fazy play-off. Powrócono po 20 sezonach do systemu rozgrywek w którym najpierw rozgrywano dwie rundy wewnątrz dywizji (półfinały i finały dywizji), następnie finały konferencji oraz finały Pucharu Stanleya. W pierwszej rundzie zwycięzcy dywizji rozgrywali mecze z drużynami z dzikimi kartami, zaś druga i trzecia drużyna z danej dywizji rozgrywały ze sobą kolejną serię.

### Rozstawienie
Po zakończeniu sezonu zasadniczego 16 zespołów zapewniło sobie start w fazie play-off. Drużyna Boston Bruins zdobywca Presidents’ Trophy uzyskała najlepszy wynik w lidze zdobywając w 82 spotkaniach 117 punktów. Jest to najwyżej rozstawiona drużyna. Kolejne miejsce rozstawione uzupełniają mistrzowie dywizji: Anaheim Ducks, Pittsburgh Penguins oraz Colorado Avalanche.

#### Konferencja Wschodnia
Dywizja atlantycka

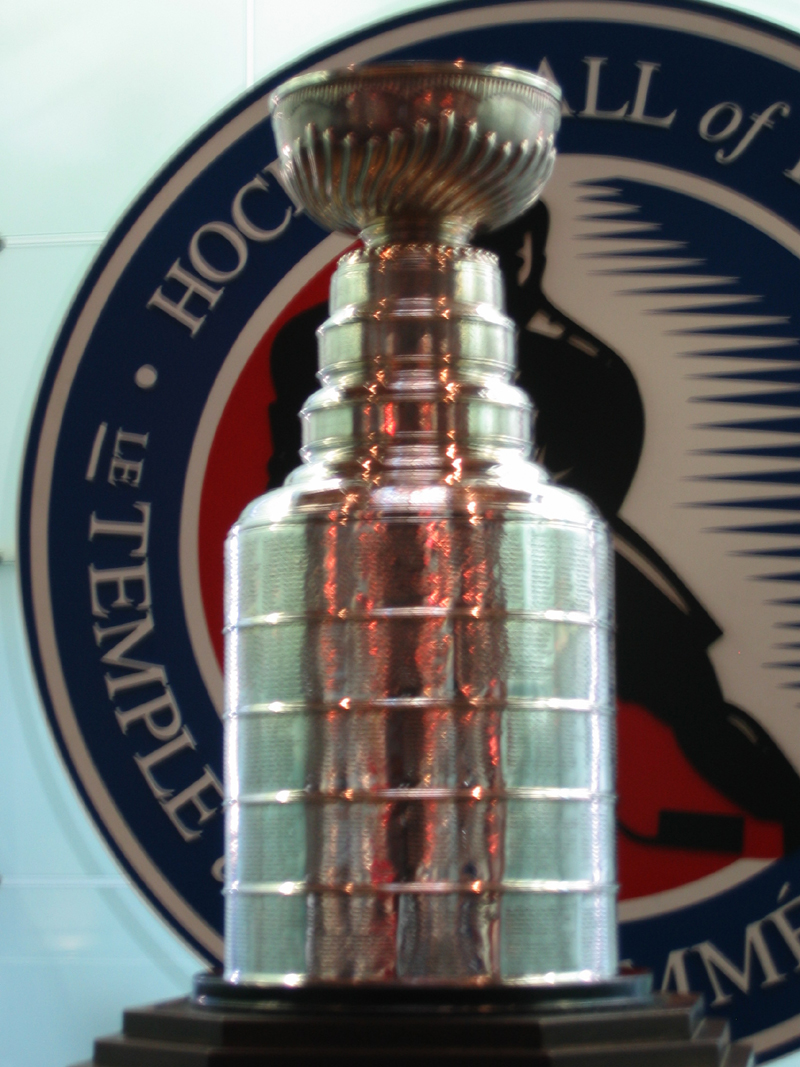
Puchar Stanleya

1. Boston Bruins – mistrz dywizji atlantyckiej i konferencji wschodniej w sezonie zasadniczym, zdobywca Presidents’ Trophy oraz 117 punktów
2. Tampa Bay Lightning – 101 punktów
3. Montreal Canadiens – 100 punktów
4. Detroit Red Wings – dzika karta, 93 punkty (39 zwycięstw)

Dywizja metropolitalna
1. Pittsburgh Penguins – mistrz dywizji metropolitalnej, 109 punktów
2. New York Rangers – 96 punktów
3. Philadelphia Flyers – 94 punkty
4. Columbus Blue Jackets – dzika karta, 93 punkty (43 zwycięstwa)

#### Konferencja Zachodnia
Dywizja pacyficzna
1. Anaheim Ducks – mistrz dywizji pacyficznej i konferencji zachodniej w sezonie zasadniczym oraz 116 punktów
2. San Jose Sharks – 111 punktów
3. Los Angeles Kings – 100 punktów

Dywizja centralna
1. Colorado Avalanche – mistrz dywizji centralnej, 112 punktów
2. St. Louis Blues – 111 punktów
3. Chicago Blackhawks – 107 punktów
4. Minnesota Wild – dzika karta, 98 punktów (43 zwycięstwa)
5. Dallas Stars – dzika karta, 91 punktów (40 zwycięstw)

### Drzewko playoff
Po zakończeniu sezonu zasadniczego rozpocznie się walka o mistrzostwo ligi w fazie playoff, która rozgrywana będzie w czterech rundach. Drużyna, która zajęła wyższe miejsce w sezonie zasadniczym w nagrodę zostaje gospodarzem ewentualnego siódmego meczu. Z tym, że zdobywca Presidents’ Trophy (w tym wypadku Boston Bruins) zawsze jest gospodarzem siódmego meczu. Wszystkie cztery rundy rozgrywane są w formuje do czterech zwycięstw według schematu: 2-2-1-1-1, czyli wyżej rozstawiony rozgrywa mecze: 1 i 2 oraz ewentualnie 5 i 7 we własnej hali. Niżej rozstawiona drużyna rozgrywa mecze w swojej hali: trzeci, czwarty oraz ewentualnie szósty.
|  |                          |                          |                          |                   |                     |                       |                       |                       |  |  |                    |                    |                    |  |  |                        |                        |                        |
|  | Ćwierćfinały Konferencji | Ćwierćfinały Konferencji | Ćwierćfinały Konferencji |                   |                     | Półfinały Konferencji | Półfinały Konferencji | Półfinały Konferencji |  |  | Finały Konferencji | Finały Konferencji | Finały Konferencji |  |  | Finał Pucharu Stanleya | Finał Pucharu Stanleya | Finał Pucharu Stanleya |
|  | Ćwierćfinały Konferencji | Ćwierćfinały Konferencji | Ćwierćfinały Konferencji |                   |                     | Półfinały Konferencji | Półfinały Konferencji | Półfinały Konferencji |  |  | Finały Konferencji | Finały Konferencji | Finały Konferencji |  |  | Finał Pucharu Stanleya | Finał Pucharu Stanleya | Finał Pucharu Stanleya |
|  |                          |                          |                          |                   |                     |                       |                       |                       |  |  |                    |                    |                    |  |  |                        |                        |                        |
|  |                          |                          |                          |                   |                     |                       |                       |                       |  |  |                    |                    |                    |  |  |                        |                        |                        |
|  | A1                       | Boston Bruins            | 4                        |                   |                     |                       |                       |                       |  |  |                    |                    |                    |  |  |                        |                        |                        |
|  | A1                       | Boston Bruins            | 4                        |                   |                     |                       |                       |                       |  |  |                    |                    |                    |  |  |                        |                        |                        |
|  | WC                       | Detroit Red Wings        | 1                        |                   |                     |                       |                       |                       |  |  |                    |                    |                    |  |  |                        |                        |                        |
|  | WC                       | Detroit Red Wings        | 1                        | A1                | Boston Bruins       | 3                     |                       |                       |  |  |                    |                    |                    |  |  |                        |                        |                        |
|  |                          |                          |                          | A1                | Boston Bruins       | 3                     |                       |                       |  |  |                    |                    |                    |  |  |                        |                        |                        |
|  | A3                       | Montreal Canadiens       | 4                        |                   |                     |                       |                       |                       |  |  |                    |                    |                    |  |  |                        |                        |                        |
|  | A3                       | Montreal Canadiens       | 4                        | A2                | Tampa Bay Lightning | 0                     |                       |                       |  |  |                    |                    |                    |  |  |                        |                        |                        |
|  |                          |                          |                          | A2                | Tampa Bay Lightning | 0                     |                       |                       |  |  |                    |                    |                    |  |  |                        |                        |                        |
|  | A3                       | Montreal Canadiens       | 4                        |                   |                     |                       |                       |                       |  |  |                    |                    |                    |  |  |                        |                        |                        |
|  | A3                       | Montreal Canadiens       | 4                        | A3                | Montreal Canadiens  | 2                     |                       |                       |  |  |                    |                    |                    |  |  |                        |                        |                        |
|  | Konferencja Wschodnia    |                          |                          | A3                | Montreal Canadiens  | 2                     |                       |                       |  |  |                    |                    |                    |  |  |                        |                        |                        |
|  |                          |                          | M2                       | New York Rangers  | 4                   |                       |                       |                       |  |  |                    |                    |                    |  |  |                        |                        |                        |
|  | M1                       | Pittsburgh Penguins      | M2                       | New York Rangers  | 4                   | 4                     |                       |                       |  |  |                    |                    |                    |  |  |                        |                        |                        |
|  | M1                       | Pittsburgh Penguins      |                          |                   |                     | 4                     |                       |                       |  |  |                    |                    |                    |  |  |                        |                        |                        |
|  | WC                       | Columbus Blue Jackets    | 2                        |                   |                     |                       |                       |                       |  |  |                    |                    |                    |  |  |                        |                        |                        |
|  | WC                       | Columbus Blue Jackets    | 2                        | M1                | Pittsburgh Penguins | 3                     |                       |                       |  |  |                    |                    |                    |  |  |                        |                        |                        |
|  |                          |                          |                          | M1                | Pittsburgh Penguins | 3                     |                       |                       |  |  |                    |                    |                    |  |  |                        |                        |                        |
|  | M2                       | New York Rangers         | 4                        |                   |                     |                       |                       |                       |  |  |                    |                    |                    |  |  |                        |                        |                        |
|  | M2                       | New York Rangers         | 4                        | M2                | New York Rangers    | 4                     |                       |                       |  |  |                    |                    |                    |  |  |                        |                        |                        |
|  |                          |                          |                          | M2                | New York Rangers    | 4                     |                       |                       |  |  |                    |                    |                    |  |  |                        |                        |                        |
|  | M3                       | Philadelphia Flyers      | 3                        |                   |                     |                       |                       |                       |  |  |                    |                    |                    |  |  |                        |                        |                        |
|  | M3                       | Philadelphia Flyers      | 3                        | W                 | New York Rangers    | 1                     |                       |                       |  |  |                    |                    |                    |  |  |                        |                        |                        |
|  |                          |                          |                          |                   |                     |                       |                       |                       |  |  |                    |                    |                    |  |  |                        |                        |                        |
|  |                          |                          | Z                        | Los Angeles Kings | 4                   |                       |                       |                       |  |  |                    |                    |                    |  |  |                        |                        |                        |
|  | C1                       | Colorado Avalanche       | Z                        | Los Angeles Kings | 4                   | 3                     |                       |                       |  |  |                    |                    |                    |  |  |                        |                        |                        |
|  | C1                       | Colorado Avalanche       |                          |                   |                     | 3                     |                       |                       |  |  |                    |                    |                    |  |  |                        |                        |                        |
|  | WC                       | Minnesota Wild           | 4                        |                   |                     |                       |                       |                       |  |  |                    |                    |                    |  |  |                        |                        |                        |
|  | WC                       | Minnesota Wild           | 4                        | WC                | Minnesota Wild      | 2                     |                       |                       |  |  |                    |                    |                    |  |  |                        |                        |                        |
|  |                          |                          |                          | WC                | Minnesota Wild      | 2                     |                       |                       |  |  |                    |                    |                    |  |  |                        |                        |                        |
|  | C3                       | Chicago Blackhawks       | 4                        |                   |                     |                       |                       |                       |  |  |                    |                    |                    |  |  |                        |                        |                        |
|  | C3                       | Chicago Blackhawks       | 4                        | C2                | St. Louis Blues     | 2                     |                       |                       |  |  |                    |                    |                    |  |  |                        |                        |                        |
|  |                          |                          |                          | C2                | St. Louis Blues     | 2                     |                       |                       |  |  |                    |                    |                    |  |  |                        |                        |                        |
|  | C3                       | Chicago Blackhawks       | 4                        |                   |                     |                       |                       |                       |  |  |                    |                    |                    |  |  |                        |                        |                        |
|  | C3                       | Chicago Blackhawks       | 4                        | C3                | Chicago Blackhawks  | 3                     |                       |                       |  |  |                    |                    |                    |  |  |                        |                        |                        |
|  | Konferencja Zachodnia    |                          |                          | C3                | Chicago Blackhawks  | 3                     |                       |                       |  |  |                    |                    |                    |  |  |                        |                        |                        |
|  |                          |                          | P3                       | Los Angeles Kings | 4                   |                       |                       |                       |  |  |                    |                    |                    |  |  |                        |                        |                        |
|  | P1                       | Anaheim Ducks            | P3                       | Los Angeles Kings | 4                   | 4                     |                       |                       |  |  |                    |                    |                    |  |  |                        |                        |                        |
|  | P1                       | Anaheim Ducks            |                          |                   |                     | 4                     |                       |                       |  |  |                    |                    |                    |  |  |                        |                        |                        |
|  | WC                       | Dallas Stars             | 2                        |                   |                     |                       |                       |                       |  |  |                    |                    |                    |  |  |                        |                        |                        |
|  | WC                       | Dallas Stars             | 2                        | P1                | Anaheim Ducks       | 3                     |                       |                       |  |  |                    |                    |                    |  |  |                        |                        |                        |
|  |                          |                          |                          | P1                | Anaheim Ducks       | 3                     |                       |                       |  |  |                    |                    |                    |  |  |                        |                        |                        |
|  | P3                       | Los Angeles Kings        | 4                        |                   |                     |                       |                       |                       |  |  |                    |                    |                    |  |  |                        |                        |                        |
|  | P3                       | Los Angeles Kings        | 4                        | P2                | San Jose Sharks     | 3                     |                       |                       |  |  |                    |                    |                    |  |  |                        |                        |                        |
|  |                          |                          |                          | P2                | San Jose Sharks     | 3                     |                       |                       |  |  |                    |                    |                    |  |  |                        |                        |                        |
|  | P3                       | Los Angeles Kings        | 4                        |                   |                     |                       |                       |                       |  |  |                    |                    |                    |  |  |                        |                        |                        |
|  | P3                       | Los Angeles Kings        | 4                        |                   |                     |                       |                       |                       |  |  |                    |                    |                    |  |  |                        |                        |                        |
|  |                          |                          |                          |                   |                     |                       |                       |                       |  |  |                    |                    |                    |  |  |                        |                        |                        |

### Wyniki spotkań playoff
| Drużyna wyżej rozstawiona | Drużyna niżej rozstawiona | Wynik serii  | Wyniki i terminy meczów | Wyniki i terminy meczów | Wyniki i terminy meczów | Wyniki i terminy meczów | Wyniki i terminy meczów | Wyniki i terminy meczów | Wyniki i terminy meczów |
| Drużyna wyżej rozstawiona | Drużyna niżej rozstawiona | Wynik serii  | 1.                      | 2.                      | 3.                      | 4.                      | 5.                      | 6.                      | 7.                      |
| Ćwierćfinały              | Ćwierćfinały              | Ćwierćfinały | Ćwierćfinały            | Ćwierćfinały            | Ćwierćfinały            | Ćwierćfinały            | Ćwierćfinały            | Ćwierćfinały            | Ćwierćfinały            |
| ------------------------- | ------------------------- | ------------ | ----------------------- | ----------------------- | ----------------------- | ----------------------- | ----------------------- | ----------------------- | ----------------------- |
| Boston Bruins             | Detroit Red Wings         | 4 : 1        | 18 kwietnia             | 20 kwietnia             | 22 kwietnia             | 24 kwietnia             | 26 kwietnia             |                         |                         |
| Boston Bruins             | Detroit Red Wings         | 4 : 1        | 0 : 1                   | 4 : 1                   | 3 : 0                   | 3 : 2 D                 | 4 : 2                   |                         |                         |
| Tampa Bay Lightning       | Montreal Canadiens        | 0 : 4        | 16 kwietnia             | 18 kwietnia             | 20 kwietnia             | 22 kwietnia             |                         |                         |                         |
| Tampa Bay Lightning       | Montreal Canadiens        | 0 : 4        | 4 : 5D                  | 1 : 4                   | 2 : 3                   | 3 : 4                   |                         |                         |                         |
| Pittsburgh Penguins       | Columbus Blue Jackets     | 4 : 2        | 16 kwietnia             | 19 kwietnia             | 21 kwietnia             | 23.04 kwietnia          | 26 kwietnia             | 28 kwietnia             |                         |
| Pittsburgh Penguins       | Columbus Blue Jackets     | 4 : 2        | 4 : 3                   | 3 : 4D                  | 4 : 3                   | 3 : 4 D                 | 3 : 1                   | 4 : 3                   |                         |
| New York Rangers          | Philadelphia Flyers       | 4 : 3        | 17 kwietnia             | 20 kwietnia             | 22 kwietnia             | 25 kwietnia             | 27 kwietnia             | 29 kwietnia             | 30 kwietnia             |
| New York Rangers          | Philadelphia Flyers       | 4 : 3        | 4 : 1                   | 2 : 4                   | 4 : 1                   | 1 : 2                   | 4 : 2                   | 2 : 5                   | 2 : 1                   |
| Półfinały                 |                           |              |                         |                         |                         |                         |                         |                         |                         |
| Boston Bruins             | Montreal Canadiens        | 3 : 4        | 1 maja                  | 3 maja                  | 6 maja                  | 8 maja                  | 10 maja                 | 12 maja                 | 14 maja                 |
| Boston Bruins             | Montreal Canadiens        | 3 : 4        | 3 : 4 D2                | 5 : 3                   | 2 : 4                   | 1 : 0 D                 | 4 : 2                   | 0 : 4                   | 1 : 3                   |
| Pittsburgh Penguins       | New York Rangers          | 3 : 4        | 2 maja                  | 4 maja                  | 5 maja                  | 7 maja                  | 9 maja                  | 11 maja                 | 13 maja                 |
| Pittsburgh Penguins       | New York Rangers          | 3 : 4        | 2 : 3 D                 | 3 : 0                   | 2 : 0                   | 4 : 2                   | 1 : 5                   | 1 : 3                   | 1 : 2                   |
| Finał                     |                           |              |                         |                         |                         |                         |                         |                         |                         |
| Montreal Canadiens        | New York Rangers          | 2 : 4        | 17 maja                 | 19 maja                 | 22 maja                 | 25 maja                 | 27 maja                 | 29 maja                 |                         |
| Montreal Canadiens        | New York Rangers          | 2 : 4        | 2 : 7                   | 1 : 3                   | 3 : 2 D                 | 2 : 3 D                 | 7 : 4                   | 0 : 1                   |                         |

Konferencja zachodnia
| Drużyna wyżej rozstawiona | Drużyna niżej rozstawiona | Wynik serii  | Wyniki i terminy meczów | Wyniki i terminy meczów | Wyniki i terminy meczów | Wyniki i terminy meczów | Wyniki i terminy meczów | Wyniki i terminy meczów | Wyniki i terminy meczów |
| Drużyna wyżej rozstawiona | Drużyna niżej rozstawiona | Wynik serii  | 1.                      | 2.                      | 3.                      | 4.                      | 5.                      | 6.                      | 7.                      |
| Ćwierćfinały              | Ćwierćfinały              | Ćwierćfinały | Ćwierćfinały            | Ćwierćfinały            | Ćwierćfinały            | Ćwierćfinały            | Ćwierćfinały            | Ćwierćfinały            | Ćwierćfinały            |
| ------------------------- | ------------------------- | ------------ | ----------------------- | ----------------------- | ----------------------- | ----------------------- | ----------------------- | ----------------------- | ----------------------- |
| Colorado Avalanche        | Minnesota Wild            | 3 : 4        | 17 kwietnia             | 19 kwietnia             | 21 kwietnia             | 24 kwietnia             | 26 kwietnia             | 28 kwietnia             | 30 kwietnia             |
| Colorado Avalanche        | Minnesota Wild            | 3 : 4        | 5 : 4                   | 4 : 2                   | 0 : 1 D                 | 1 : 2                   | 4 : 3 D                 | 2 : 5                   | 4 : 5 D                 |
| St. Louis Blues           | Chicago Blackhawks        | 2 : 4        | 17 kwietnia             | 19 kwietnia             | 21 kwietnia             | 23 kwietnia             | 25 kwietnia             | 27 kwietnia             |                         |
| St. Louis Blues           | Chicago Blackhawks        | 2 : 4        | 4 : 3 3D                | 4 : 3 D                 | 0 : 2                   | 3 : 4 D                 | 2 : 3 D                 | 1 : 5                   |                         |
| Anaheim Ducks             | Dallas Stars              | 4 : 2        | 16 kwietnia             | 18 kwietnia             | 21 kwietnia             | 23 kwietnia             | 25 kwietnia             | 27 kwietnia             |                         |
| Anaheim Ducks             | Dallas Stars              | 4 : 2        | 4 : 3                   | 3 : 2                   | 0 : 3                   | 2 : 4                   | 6 : 2                   | 5 : 4 D                 |                         |
| San Jose Sharks           | Los Angeles Kings         | 3 : 4        | 17 kwietnia             | 20 kwietnia             | 22 kwietnia             | 24 kwietnia             | 26 kwietnia             | 28 kwietnia             | 30 kwietnia             |
| San Jose Sharks           | Los Angeles Kings         | 3 : 4        | 6 : 3                   | 7 : 2                   | 4 : 3 D                 | 3 : 6                   | 0 : 3                   | 1 : 4                   | 1 : 5                   |
| Półfinały                 |                           |              |                         |                         |                         |                         |                         |                         |                         |
| Chicago Blackhawks        | Minnesota Wild            | 4 : 2        | 2 maja                  | 4 maja                  | 6 maja                  | 9 maja                  | 11 maja                 | 13 maja                 |                         |
| Chicago Blackhawks        | Minnesota Wild            | 4 : 2        | 5 : 2                   | 4 : 1                   | 0 : 4                   | 2 : 4                   | 2 : 1                   | 2 : 1 D                 |                         |
| Anaheim Ducks             | Los Angeles Kings         | 3 : 4        | 3 maja                  | 5 maja                  | 8 maja                  | 10 maja                 | 12 maja                 | 14 maja                 | 16 maja                 |
| Anaheim Ducks             | Los Angeles Kings         | 3 : 4        | 2 : 3 D                 | 1 : 3                   | 3 : 2                   | 2 : 0                   | 4 : 3                   | 1 : 2                   | 2 : 6                   |
| Finał                     |                           |              |                         |                         |                         |                         |                         |                         |                         |
| Chicago Blackhawks        | Los Angeles Kings         | 3 : 4        | 18 maja                 | 21 maja                 | 24 maja                 | 26 maja                 | 28 maja                 | 30 maja                 | 1 czerwca               |
| Chicago Blackhawks        | Los Angeles Kings         | 3 : 4        | 3 : 1                   | 2 : 6                   | 3 : 4                   | 2 : 5                   | 5 : 4 2D                | 4 : 3                   | 4 : 5 D                 |

Finał Pucharu Stanleya
| Los Angeles Kings – New York Rangers | Los Angeles Kings – New York Rangers            | Los Angeles Kings – New York Rangers | Los Angeles Kings – New York Rangers | Los Angeles Kings – New York Rangers                                                               | Los Angeles Kings – New York Rangers                                                   | Los Angeles Kings – New York Rangers                                        |
| Mecz                                 | Data i miejsce                                  | Wynik meczu                          | Wynik serii                          | Strzelcy bramek                                                                                    | Strzelcy bramek                                                                        | Gwiazdy meczu                                                               |
| Mecz                                 | Data i miejsce                                  | Wynik meczu                          | Wynik serii                          | Kings                                                                                              | Rangers                                                                                | Gwiazdy meczu                                                               |
| ------------------------------------ | ----------------------------------------------- | ------------------------------------ | ------------------------------------ | -------------------------------------------------------------------------------------------------- | -------------------------------------------------------------------------------------- | --------------------------------------------------------------------------- |
| Mecz numer 1                         | 4 czerwca 2014 Los Angeles Staples Center       | 3 : 2 (1:2, 1:0, 0:0 – 1:0)          | 1 : 0                                | 17:33 Kyle Clifford 26:36 Drew Doughty 64:36 Justin Williams                                       | 13:21 Benoit Pouliot 15:03 Carl Hagelin                                                | 1. Justin Williams (LAK) 2. Kyle Clifford (LAK) 3. Carl Hagelin (NYR)       |
| Mecz numer 2                         | 7 czerwca 2014 Los Angeles Staples Center       | 5 : 4 (0:2, 2:2, 2:0 -0:0, 1:0)      | 2 : 0                                | 21:46 Jarret Stoll 34:39 Willie Mitchell 41:58 Dwight King 47:36 Marián Gáborík 90:26 Dustin Brown | 10:48 Ryan McDonagh 18:46 Mats Zuccarello 31:24 Martin St. Louis 34:50 Derick Brassard | 1. Dustin Brown (LAK) 2. Justin Williams (LAK) 3. Mats Zuccarello (NYR)     |
| Mecz numer 3                         | 9 czerwca 2014 Nowy Jork Madison Square Garden  | 3 : 0 (1:0, 2:0, 0:0)                | 3 : 0                                | 19:59 Jeff Carter 24:17 Jake Muzzin 37:14 Mike Richards                                            |                                                                                        | 1. Jonathan Quick (LAK) 2. Jeff Carter (LAK) 3. Justin Williams (LAK)       |
| Mecz numer 4                         | 11 czerwca 2014 Nowy Jork Madison Square Garden | 1 : 2 (0:1, 1:1, 0:0)                | 3 : 1                                | 28:46 Dustin Brown                                                                                 | 07:25 Benoit Pouliot 26:27 Martin St. Louis                                            | 1. Henrik Lundqvist (NYR) 2. Martin St. Louis (NYR) 3. Tanner Pearson (LAK) |
| Mecz numer 5                         | 13 czerwca 2014 Los Angeles Staples Center      | 3 : 2 (1:0, 0:2, 1:0 – 0:0, 1:0)     | 4 : 1                                | 06:04 Justin Williams 47:56 Marián Gáborík 94:43 Alec Martinez                                     | 35:37 Chris Kreider 39:30 Brian Boyle                                                  | 1. Alec Martinez (LAK) 2. Marián Gáborík (LAK) 3. Dan Girardi (NYR)         |

## Nagrody
Nagrody zostaną wręczone podczas uroczystości NHL Awards, która odbędzie się w Las Vegas w stanie Nevada w dniu 24 czerwca 2014 roku.
| Maurice ‘Rocket’ Richard Trophy       | Aleksandr Owieczkin | Washington Capitals |                   |                   |                   |                   |
| Art Ross Memorial Trophy              | Sidney Crosby       | Pittsburgh Penguins |                   |                   |                   |                   |
| Calder Memorial Trophy                | Nathan MacKinnon    | Colorado Avalanche  |                   |                   |                   |                   |
| Conn Smythe Trophy                    | Justin Williams     | Los Angeles Kings   |                   |                   |                   |                   |
| Frank J. Selke Trophy                 | Patrice Bergeron    | Boston Bruins       |                   |                   |                   |                   |
| Hart Memorial Trophy                  | Sidney Crosby       | Pittsburgh Penguins |                   |                   |                   |                   |
| James Norris Memorial Trophy          | Duncan Keith        | Chicago Blackhawks  |                   |                   |                   |                   |
| King Clancy Memorial Trophy           | Andrew Ference      | Edmonton Oilers     |                   |                   |                   |                   |
| Lady Byng Memorial Trophy             | Ryan O’Reilly       | Colorado Avalanche  |                   |                   |                   |                   |
| Lester Patrick Trophy                 |                     |                     |                   |                   |                   |                   |
| Ted Lindsay Award                     | Sidney Crosby       | Pittsburgh Penguins |                   |                   |                   |                   |
| Roger Crozier Saving Grace Award      | Josh Harding        | Minnesota Wild      |                   |                   |                   |                   |
| Trofeum Vezina                        | Tuukka Rask         | Boston Bruins       |                   |                   |                   |                   |
| William M. Jennings Trophy            | Jonathan Quick      | Los Angeles Kings   |                   |                   |                   |                   |
| Mark Messier Leadership Award         | Dustin Brown        | Los Angeles Kings   |                   |                   |                   |                   |
| NHL Foundation Player Award           | Patrice Bergeron    | Boston Bruins       |                   |                   |                   |                   |
| Bill Masterton Memorial Trophy        | Dominic Moore       | New York Rangers    |                   |                   |                   |                   |
| Jack Adams Award                      | Patrick Roy         | Colorado Avalanche  |                   |                   |                   |                   |
| NHL General Manager of the Year Award | Bob Murray          | Anaheim Ducks       |                   |                   |                   |                   |
| Presidents’ Trophy                    | Boston Bruins       | Boston Bruins       | Boston Bruins     | Boston Bruins     | Boston Bruins     | Boston Bruins     |
| Prince of Wales Trophy                | New York Rangers    | New York Rangers    | New York Rangers  | New York Rangers  | New York Rangers  | New York Rangers  |
| Clarence S. Campbell Bowl             | Los Angeles Kings   | Los Angeles Kings   | Los Angeles Kings | Los Angeles Kings | Los Angeles Kings | Los Angeles Kings |
| Puchar Stanleya                       | Los Angeles Kings   | Los Angeles Kings   | Los Angeles Kings | Los Angeles Kings | Los Angeles Kings | Los Angeles Kings |